# DFB-Schiedsrichter des Jahres
Der Titel Schiedsrichter des Jahres wird vom Deutschen Fußball-Bund (DFB) seit 1975 vergeben. Seit der Saison 2003/04 wird auch der Titel Schiedsrichterin des Jahres vergeben. Rekordtitelträger ist bei den Männern Markus Merk mit sieben Ehrungen. Bei den Frauen führt Bibiana Steinhaus mit sieben Ehrungen.

## Liste der Titelgewinner
| Saison | Schiedsrichter des Jahres | Schiedsrichterin des Jahres         |
| ------ | ------------------------- | ----------------------------------- |
| 1975   | Heinz Aldinger            | keine Auszeichnung                  |
| 1976   | Ferdinand Biwersi         | keine Auszeichnung                  |
| 1977   | Walter Eschweiler         | keine Auszeichnung                  |
| 1978   | Rudolf Frickel            | keine Auszeichnung                  |
| 1979   | Jan Redelfs               | keine Auszeichnung                  |
| 1980   | Volker Roth               | keine Auszeichnung                  |
| 1981   | Klaus Ohmsen              | keine Auszeichnung                  |
| 1982   | Walter Horstmann          | keine Auszeichnung                  |
| 1983   | Franz-Josef Hontheim      | keine Auszeichnung                  |
| 1984   | Wolf-Dieter Ahlenfelder   | keine Auszeichnung                  |
| 1985   | Dieter Pauly              | keine Auszeichnung                  |
| 1986   | Volker Roth (2)           | keine Auszeichnung                  |
| 1987   | Aron Schmidhuber          | keine Auszeichnung                  |
| 1988   | Dieter Pauly (2)          | keine Auszeichnung                  |
| 1989   | Karl-Heinz Tritschler     | keine Auszeichnung                  |
| 1990   | Dieter Pauly (3)          | keine Auszeichnung                  |
| 1991   | Aron Schmidhuber (2)      | keine Auszeichnung                  |
| 1992   | Aron Schmidhuber (3)      | keine Auszeichnung                  |
| 1993   | Karl-Josef Assenmacher    | keine Auszeichnung                  |
| 1994   | Hellmut Krug              | keine Auszeichnung                  |
| 1995   | Markus Merk               | keine Auszeichnung                  |
| 1996   | Markus Merk (2)           | keine Auszeichnung                  |
| 1997   | Alfons Berg               | keine Auszeichnung                  |
| 1998   | Bernd Heynemann           | keine Auszeichnung                  |
| 1999   | Hellmut Krug (2)          | keine Auszeichnung                  |
| 2000   | Markus Merk (3)           | keine Auszeichnung                  |
| 2001   | Herbert Fandel            | keine Auszeichnung                  |
| 2002   | Hellmut Krug (3)          | keine Auszeichnung                  |
| 2003   | Hellmut Krug (4)          | keine Auszeichnung                  |
| 2003   | Markus Merk (4)           | keine Auszeichnung                  |
| 2004   | Markus Merk (5)           | Christine Frai                      |
| 2005   | Herbert Fandel (2)        | Elke Günthner                       |
| 2006   | Markus Merk (6)           | Christine Beck                      |
| 2007   | Herbert Fandel (3)        | Bibiana Steinhaus                   |
| 2008   | Herbert Fandel (4)        | Christine Beck (2)                  |
| 2008   | Markus Merk (7)           | Bibiana Steinhaus (2)               |
| 2009   | Florian Meyer             | Bibiana Steinhaus (3)               |
| 2010   | Wolfgang Stark            | Bibiana Steinhaus (4)               |
| 2011   | Manuel Gräfe              | Bibiana Steinhaus (5)               |
| 2012   | Knut Kircher              | Christine Baitinger (geb. Beck) (3) |
| 2013   | Felix Brych               | Riem Hussein                        |
| 2014   | Felix Zwayer              | Marija Kurtes                       |
| 2015   | Felix Brych (2)           | Katrin Rafalski                     |
| 2016   | Felix Brych (3)           | Riem Hussein (2)                    |
| 2017   | Wolfgang Stark (2)        | Bibiana Steinhaus (6)               |
| 2018   | Felix Brych (4)           | Bibiana Steinhaus (7)               |
| 2019   | Deniz Aytekin             | Marina Wozniak                      |
| 2020   | Marco Fritz               | Riem Hussein (3)                    |
| 2021   | Felix Brych (5)           | Riem Hussein (4)                    |
| 2022   | Deniz Aytekin (2)         | Katrin Rafalski (2)                 |
| 2023   | Felix Brych (6)           | Mirka Derlin                        |
| 2024   | Deniz Aytekin (3)         | Fabienne Michel                     |
| 2025   | Felix Brych (7)           | Riem Hussein (5)                    |